# Халлидей, Майкл (футболист)
Майкл Энтони Халлидей (англ. Michael Anthony Halliday; род. 22 января 2003, Орландо, Флорида) — американский футболист, защитник клуба «Орландо Сити».

## Клубная карьера
Халлидей — воспитанник клуба «Орландо Сити». 2 августа 2020 года в поединке против «Тормента» игрок дебютировал за дублирующий состав последних в USL. 29 мая 2021 года в матче против «Нью-Йорк Ред Буллз» он дебютировал в MLS.

## Международная карьера
В 2022 году в составе молодёжной сборной США Халлидей стал победителем молодёжного Кубка КОНКАКАФ в Гондурасе. На турнире он сыграл в матчах против команд Сент Киттс и Невис, Канады, Кубы, Никарагуа, Коста-Рики и Гондураса. 
В том же году Халлидей принял участие в молодёжном чемпионате мира в Аргентине. На турнире он сыграл в матчах против команд Эквадора, Словакии, Фиджи и Уругвая.

## Достижения
Международные
 США (до 20)
- Победитель молодёжного Кубка КОНКАКАФ — 2022